# Lago Segozero
El lago Segozero (en ruso: Сегозеро; en finés: Seesjärvi, que en idioma carelio quiere decir, «lago brillante») es un gran lago de agua dulce localizado en la república de Karelia, en el noroeste de Rusia. Su principal emisario es el río Segezha, que acaba desaguando en el lago Vygozero. Tras la construcción de una central hidroeléctrica en el Segezha, su superficie aumentó de 815 km² a 906 km².